# In the Woods (película)
In the Woods (En el Bosque, en español) es una película independiente estrenada en 2013. Es dirigida por Jennifer Elster y protagonizada por Terrence Howard, Dave Matthews, Famke Janssen, Temple Grandin y Rufus Wainwright
- Datos: Q25415148